# Burka avenger
Burka avenger, vertaald Boerka-wreker, is een Pakistaanse animatieserie. De eerste aflevering werd in augustus 2013 uitgezonden op de Pakistaanse televisiezender Geo Tez. Het is de bedoeling dat het uiteindelijk in 60 landen te zien zal zijn, waaronder in Europa.
De hoofdrolspeelster is een boerka-dragende superheldin die het opneemt tegen bandieten, corrupte politici en terroristen, en strijdt voor gerechtigheid, vrede en onderwijs voor iedereen. De serie werd bedacht door de popartiest Aaron Haroon Rashid, artiestennaam Haroon, die rond drie jaar aan de serie heeft gewerkt.

## Verhaal
Overdag is Jiya een zachtaardige onderwijzeres die - vergelijkbaar met bijvoorbeeld Supergirl - een andere gedaante aanneemt om onrecht te lijf te gaan. Als ze het alter ego van Burka avenger aanneemt, gaat ze gekleed in een zwarte boerka die draagt als een cape en eigenlijk meer weg heeft van een nikab met abaya. In deze rol strijdt ze als een ninja tegen bandieten, corrupte politici en fundamentalisten.
In de eerste aflevering zijn haar tegenstanders een terrorist die een meisjesschool in de brand wil steken en een corrupte burgemeester die ontwikkelingsgeld achterover wil drukken. Gewapend met pennen en boeken overwint ze haar tegenstanders en weet ze het onheil te keren.

## Achtergrond
Achter het luchtige thema van een bedeesde schoollerares die verandert in een superheldin, staat een dodelijk serieuze realiteit waarin Talibanstrijders tussen 2009 en 2013 meer dan 800 meisjesscholen hebben gebombardeerd. Pakistan is een land waar drie op de vier meisjes niet naar school gaan. De Taliban worden niet letterlijk bij naam genoemd, maar er zijn wel karakters die sterk op Talibanstrijders lijken, zoals de slechte tovenaar die met een grote snor en baard veel weg heeft van een Talibancommandant.
Tegen het licht van de actualiteit speelt eveneens de strijd van Malala Yousafzai voor meisjesonderwijs die in 2013 de Sacharovprijs won en hetzelfde jaar als grote kanshebber voor de Vredesnobelprijs gold. Haroon baseerde de serie echter niet op haar. In werkelijkheid werkte hij al twee jaar aan de animatieserie toen Yousafzai door een Talibanstrijder zwaar gewond werd neergeschoten en hij voor het eerst van haar hoorde.

## De hoofdrolspeelster en de boodschap
Het karakter Jiya achter de Burka avenger is een weeskind dat werd geadopteerd door een meester in de mystieke vechtkunst Takht Kabaddi, een fantasievorm van Kabaddi met een hoogontwikkelde acrobatiek, gehele controle over de geest en een speciale gevechtstechniek met pennen en boeken. Schrijver Haroon wil met de serie het belang van onderwijs benadrukken en de boodschap overbrengen dat een pen machtiger is dan een zwaard.

## Muziek
De muzikale achtergrond van de popmusicus is merkbaar in alle dertien afleveringen, waarvoor hij soms zelf de muziek schreef en voortbracht en andere keren andere muzikanten vroeg zoals Ali Azmat en Ali Zafar. Om de lancering te ondersteunen maakte hij verder een spel voor iPhone en een website. Ook bracht hij een album uit met 10 nummers en filmclips die op de serie zijn gebaseerd. Op het album zingt hij samen met Adil Omar voor een decor van Pakistaanse trucks het nummer Don't mess with the lady in black, when she's on the attack.

## Distributie
De animatieserie bestaat uit 13 afleveringen en ging in augustus 2013 van start op de Pakistaanse televisiezender Geo Tez. Er liggen plannen om de serie in 60 landen wereldwijd uit te brengen, waaronder in Europa.

## Erkenning
Het karakter werd door Time in de top 10 van meest invloedrijke personages van 2013 geplaatst. In 2014 werd de serie genomineerd voor de International Emmy Kids Award.

## Debat
De kledingkeuze van de film heeft tot een groot aantal reacties geleid, nog voor de eerste uitzending op televisie was geweest. Voornamelijk omdat de boerka meestal wordt gezien als de ultieme uiting van onderdrukking. Bijvoorbeeld dwingen de Taliban vrouwen in Pakistan en Afghanistan om allesbedekkende kleding te dragen.
Volgens filmmaker Haroon maakte hij zijn keuze niet om die onderdrukking te benadrukken, maar is de boerka in de serie een middel om Jiya's identiteit te verhullen, vergelijkbaar met de kostuums van andere superhelden zoals Batman en Catwoman. Als onderwijzeres draagt ze bijvoorbeeld gewone kleding. Hij lichtte verder toe dat hij zelf als kind weleens Batman speelde in de boerka van zijn moeder. Ook wilde hij de superheldin niet seksualiseren, maar haar laten optreden in lokaal gebruikelijke kleding. Een karakter als Catwoman had volgens hem niet gewerkt in Pakistan.
Verschillende Pakistaanse feministen zijn het niet met hem eens. Bijvoorbeeld had voormalig ambassadrice Sherry Rehman afkeer van de keuze voor de boerka in een kinderserie. "Een dupatta had evengoed gewerkt," gaf ze als reactie. Volgens de Pakistaanse mensenrechtenactiviste Marvi Sirmed zou de onderdrukkende boerka te fascinerend worden gepromoot. Verder zou het volgens haar onmogelijk zijn om een boerka te gebruiken voor de empowerment van vrouwen. Verder reageerde schrijfster Bina Shah dat een vrouw niet onzichtbaar kan blijven wanneer ze verandering wil brengen in de maatschappij.
Sarah Khan, een wetenschapper in genderstudies aan de grootste vrouwenuniversiteit van Lahore, verwacht niettemin dat het onderwijs door de animatieserie toegankelijk zal worden voor meer vrouwen in Pakistan. Ze merkte bijvoorbeeld ook eerder al dat interviews van Malala Yousafzai in de Pakistaanse media ertoe leidden dat meer meisjes nu van hun moeders mogen studeren.